# The Verlaines
The Verlaines è un gruppo musicale neozelandese.

## Discografia
Album
- 1985 - Hallelujah - All the Way Home
- 1987 - Bird Dog
- 1989 - Some Disenchanted Evening
- 1991 - Ready to Fly
- 1993 - Way Out Where
- 1996 - Over the Moon
- 2007 - Pot Boiler
- 2009 - Corporate Moronic
- 2012 - Untimely Meditations
- 2019 - Dunedin Spleen

Singoli ed EP
- 1982 - Dunedin Double (EP)
- 1983 - Death and the Maiden (7")[5]
- 1984 - 10 O'Clock in the Afternoon (EP)[6]
- 1986 - Doomsday / New Kinda Hero
- 1990 - The Funniest Thing (7")[7]
- 1993 - Graeme Spews (EP)[8]

Compilation
- 1987 - Juvenilia
- 2003 - You're Just Too Obscure for Me

## Formazione
- Graeme Downes: chitarra e voce
- Craig Easton: chitarra e voce (1980-1981)
- Anita Pillai: tastiere (1980-1981)
- Phillip Higham: basso (1980-1982)
- Greg Kerr: batteria (1980-1982)
- Jane Dodd: basso (1982-1990)
- Alan Haig: batteria
- Caroline Easther: batteria
- Robbie Yeats: batteria (fino al 1990)
- Mike Stoodley: basso (1990 - 1994)
- Steve Cournane: batteria (dal 1990
- Gregg Cairns: batteria
- Paul Winders: chitarra (dal 1992)
- Darren Stedman: batteria (dal 1992)
- Russell Fleming: basso (dal 1994)
- Rob Burns
- Stephen Small
- Chris Miller
- Tom Healey